# Mitoza
Mitoza je prva faza dioba jezgre tjelesnih stanica, koja slijedi nakon interfaze. Ona je proces u kojem stanica udvostručuje svoj genom (genski materijal) i zatim ga razdvaja u dvije istovjetne polovice. Nakon mitoze obično slijedi citokineza, u kojoj se cijela stanica dijeli na dvije približno jednake, genski istovjetne stanice-kćeri (klonove). Cijeli se proces naziva mitotska dioba.
Mitozom se dijele samo eukariotske stanice koje imaju jezgru, dok se prokarioti poput bakterija dijele binarnom diobom.
Interfaza je faza životnog ciklusa stanice u kojoj se stanica priprema za mitozu.

## Pet faza mitoze
Mitoza ima pet faza, profazu, prometafazu, metafazu, anafazu i telofazu. Biljne stanice imaju još jednu fazu koja prethodi profazi, preprofazu.
1. Profaza – počinje zgušnjavanjem i spiralizacijom kromatina u svrhu oblikovanja zbijenih kromosoma koji će se moći kretati u stanici bez međusobnog zapletanja i lomova. Kromatin čija je DNK već upakirana u nukleosome, skraćuje se još oko 1000 puta i oblikuje kromosom (grč. khroma = boja; soma = tijelo). Skraćeni i zgusnuti kromosomi postaju vidljivi svjetlosnim mikroskopom. Sastoje se od dviju sestrinskih kromatida spojenih u području centromera. Nestaje jezgrica i počinje oblikovanja diobenog vretena. U životinjskoj stanici centrosomi, udvostručeni u interfazi, putuju na suprotne polove stanice, mikrotubuli se šire i oblikuju diobeno vreteno. U biljnoj stanici zbog nedostatka centrosoma, mikrotubuli staničnog kostura preuređenjem oblikuju diobeno vreteno. Profaza završava razgradnjom jezgrine ovojnice čiji ostaci ostaju priljubljeni na oslobođenim kromosomima.
2. Prometafaza – razdoblje kretanja kromosoma između središta i polova stanice. Na području pričvrsnica (centromera) nalaze se specifični proteini koji oblikuju mjesto vezivanja niti diobenog vretena. Pričvrsnice su “molekularni motori” koji upravljaju kretanjem kromosoma duž vlakna vretena. Vezivanjem mikrotubula diobenog vretena na pričvrsnice kromosoma završava prometafaza i počinje metafaza.

1. Metafaza – započinje završetkom prometafaze. Kromosomi kružno rasporede u sredinu diobenog vretena, u centar stanice koji se naziva metafazna ravnina. Raspad veza među sestrinskim kromatidama obilježava prijelaz u anafazu.
2. Anafaza – započinje završetkom metafaze. Na početku anafaze kromatide se odvoje u području centromera, a kasnije potpuno, cijelom dužinom i od tog trenutka svaka kromatida je samostalni kromosom. Skaraćivanjem mikrotubula diobenog vretena kromosomi se kreću prema suprotnim polovima stanice.
3. Telofaza – u posljednjoj fazi mitoze, telofazi, kromosomi se na suprotnim polovima stanice “odmataju”, despiraliziraju i oblikuju kromatin. od dijelova stare jezgrine ovojnice, koje su kromosomi “donijeli” na polove, oblikuje se nova ovojnica. Događaji u telofazi vrlo su slični onima u profazi, samo se odvijaju obrnutim redosljedom. Po završetku telofaze stanica na polovima ima oblikovane dvije jednake jezgre čime je mitoza završena.

## Galerija slika
- 1. Profaza
- 2. Prometafaza
- 3. Metafaza
- 4. Anafaza
- 5. Telofaza

## Načini mitoze
- osmozna mitoza
- kemijska mitoza
- viralna mitoza

## Vanjske poveznice

### Ostali projekti
|  | Zajednički poslužitelj ima stranicu o temi Mitoza    |
|  | Zajednički poslužitelj ima još gradiva o temi Mitoza |